# Валор-и-Вивес, Энрик
Энри́к Вало́р-и-Ви́вес (исп. Enric Valor i Vives; 1911—2000) — валенсийский филолог и актёр-рассказчик, внёс важный вклад в восстановление валенсийской лексикографии, активный участник стандартизации каталанского языка в испанской автономного сообщества Валенсия.

## Биография
Родился в 1911 году в богатом семействе из Кастальи в валенсийском графстве l'Alcoià. В 1930, девятнадцати лет отроду он начал работать журналистом в Аликанте, публикуясь в валенсийской сатирической газете «El Tio Cuc». Во время второй испанской республики он был замечен как активный политический деятель. Его главное требование было предоставление автономии для Валенсии, а также признать Аликанте каталанским. Энрик в это же время работал на националистические газеты города Валенсия «La República de les Lletres», «El Camí» и «El País Valencià» Когда разразилась Испанская гражданская война, он выступил в поддержку Испанской Республики.
После войны он порвал с политикой и занялся литературой. В начале 1950-х он начал публиковать «рондаллес» — род валенсийских популярных сказок, которые вышли в книге «Rondalles valencianes» (1950—1958). В течение 1960-х он участвовал в подпольном политическом движении валенскийских националистов и в результате с 1966 по 1968 он был политическим заключённым диктатуры Франко. Отсидев в тюрьме, Энрик по его словам «не извлёк никакого урока». Он начал издавать практически самый первый со времён войны журнал в Валенсии; «Gorg» («Водоворот», по-каталански). Когда диктатура Франко окончилась, Энрик Валор получил свободу слова и публикаций. Он был удостоен многих важных литературных и лингвистических премий во всех странах говорящих по-каталански. В 1990-х годах в валенсийском обществе было движение выставить кандидатуру Энрика на Нобелевскую премию по литературе, но Валор скоропостижно скончался в 2000. Сегодня по всей Валенсии можно встретить улицы, площади, школы и общества названные в честь Энрика Валора.

## Лингвистические работы
Свою первую лингвистическую работу Валор проделал в еженедельном журнале El Tio Cuc выпускаемом в Аликанте, на испанизированном каталанском и с ошибками написания. Но Энрик планомерно повышал качество орфографии и грамматики в журнале. Он способствовал развитию Каталанско-валенсийско-балеарского словаря (каталанский междиалектный словарь) под руководством Francesc de Borja Moll. Словарь включал в себя южноваленсийский лексикон. Подобно Сальвадору Карлосу и Санчису Гуарнеру, он был активистом в деле стандартизации каталанского языка в Валенсии, и способствовал распространению грамматики Помпеу Фабра, такими работами как Curs de la llengua valenciana (Gorg, 1961), Millorem el llenguatge (1971), и Curso medio de gramática catalana referida especialmente al País Valenciano (1973).

## Литературные работы
Его самое известное произведение Rondalles valencianes (Валенсийские рондаллесы) (1950—1958), в которой 36 известных валенсийских сказок собраны в одно повествование. Другие работы в этом же стиле Narracions de la Foia de Castalla (1953) и Meravelles i picardies (1964—1970). Свою первую новеллу L’ambició d’Aleix Валор начал где-то между 1940-ми и 1950-ми, но полностью переделал перед публикацией в 1960. Однако его самый важный труд это Cicle de Cassana — три новеллы: Sense la terra promesa (1960), Temps de batuda (1983) и Enllà de l’horitzó (1991). Трилогия Cicle de Cassana стремится вскрыть пласт коллективной памяти с 1916 по 1939 годы, который тщательно скрывался диктаторским режимом. В 1982 году Энрик опубликовал La idea de l’emigrant

## Награды и почести
- 1983 премия Санчеса Гуарнера от совета провинции Валенсия.
- 1985, Valencian Arts Award (Premi de les Lletres Valencianes) от муниципального совета Валенсии.
- 1986 член филологической кафедры Institut d'Estudis Catalans.
- 1987, Premi d’Honor de les Lletres Catalanes (Catalan Arts Honored Award) от Òmnium Cultural de Barcelona.
- 1987, Член комиссии экспертов Межуниверситетского института Валенсийской Филологии (Institut Interuniversitari de Filologia Valenciana).
- 1993, Honoris Causa Doctor в Университете Валенсии.
- 1993, Крест Святого Георгия (Creu de Sant Jordi) от Женералитата Каталании (Generalitat de Catalunya)
- 1996, Miquelet d’Honor от Societat Coral El Micalet, de Valencia.
- 1997, Premi Cavanilles от Valencian Instute of Nature and Hiking (Institut Valencià d’Excursionisme i Natura).
- 1998, Honoris Causa Doctor Университета Балеарских островов.
- 1999, Honoris Causa Doctor Университета Жауме II в Кастелло.
- 1999, Honoris Causa Doctor Университета Аликанте.
- 1999, Honoris Causa Doctor Политехнического Университета Валенсии.